# Giovanni Marini (militare)
Giovanni Marini (Pistoia, 25 novembre 1911 – Selaclacà, 29 febbraio 1936) è stato un militare italiano, insignito della medaglia d'oro al valor militare alla memoria nel corso della guerra d'Etiopia.

## Biografia
Nacque a Pistoia il 25 novembre 1911, figlio di Ottavio e  Maria Pacini. Di professione bracciante agricolo, fu arruolato nel Regio Esercito al fine di svolgere il servizio militare di leva, e ultimato il servizio presso il 6º Reggimento fanteria "Aosta", dove raggiunse il grado di caporal maggiore, riprese il suo lavoro. Richiamato in servizio attivo nel febbraio 1935, per esigenze legate alla situazione in Africa Orientale, partì per l'Eritrea in forza all'83º Reggimento fanteria "Venezia" mobilitato e sbarcando a Massaua l'8 maggio successivo. Partecipò alle operazioni belliche nel corso della guerra d'Etiopia, e cadde in combattimento a Selaclacà il 29 febbraio 1936, venendo decorato con la medaglia d'oro al valor militare alle memoria.

### Fonti
1. 1 2 3  Combattenti Liberazione.
2. 1 2 3  Gruppo Medaglie d'Oro al Valor Militare 1965, p. 159.
3. ↑   Medaglia d'oro al valor militare Marini, Giovanni, su quirinale.it, Quirinale. URL consultato l'11 luglio 2021.